# ريان سبالدينغ
ريان سبالدينغ (بالإنجليزية: Ryan Spaulding)‏ هو لاعب كرة قدم أمريكي في مركزي الوسط والدفاع، ولد في 10 سبتمبر 1998 في كاري في الولايات المتحدة. لعب مع نادي شمال كارولاينا.

## وصلات خارجية
- ريان سبالدينغ على موقع الدوري الأمريكي (الإنجليزية)
- ريان سبالدينغ على موقع قاعدة بيانات كرة القدم.إي يو (الإنجليزية)
- ريان سبالدينغ على موقع Soccerway.com (الإنجليزية)